# Kwaku Dua II. Kumaa
Kwaku Dua II. Kumaa (auch Kwaku Dwa II. Kumaa geschrieben; † 1884) war vom 28. April 1884 bis zum 11. Juni 1884 Asantehene (Herrscher) des Königreichs Aschanti.
Seine Herrschaft hatte noch kein Vierteljahr gedauert, als er an den Pocken starb. Sein plötzlicher Tod löst eine mehrjährige Bürgerkriegsphase aus, die erst 1888 mit dem Amtsantritt seines Nachfolgers Agyeman Prempeh I. endete.